# Nederländernas damlandslag i handboll
Nederländernas damlandslag i handboll (nederländska: Nederlands handbalteam (vrouwen)) representerar Nederländerna i handboll på damsidan, och vann sin första medalj, VM-silver, 2015 i Danmark efter finalförlust mot Norge med 23–31, som följdes upp året därpå med förlust i den olympiska bronsmatchen i Rio de Janeiro och i EM-finalen senare samma år i Sverige. 2017 då Nederländerna vann VM-brons i Tyskland förlorade nederländskorna på nytt mot Norge, i semifinalen, innan de senare vann mot Sverige i bronsmatchen.

## Meriter
| - 1957 i Jugoslavien: Ej kvalificerade - 1962 i Rumänien: Ej kvalificerade - 1965 i Västtyskland: Ej kvalificerade - 1971 i Nederländerna: 8:a - 1973 i Jugoslavien: 12:a - 1975 i Sovjetunionen: Ej kvalificerade - 1978 i Tjeckoslovakien: 9:a - 1982 i Ungern: Ej kvalificerade - 1986 i Nederländerna: 10:a - 1990 i Sydkorea: Ej kvalificerade - 1993 i Norge: Ej kvalificerade - 1995 i Österrike och Ungern: Ej kvalificerade - 1997 i Tyskland: Ej kvalificerade - 1999 i Norge och Danmark: 10:a - 2001 i Italien: 14:e - 2003 i Kroatien: Ej kvalificerade - 2005 i Ryssland: 5:a - 2007 i Frankrike: Ej kvalificerade - 2009 i Kina: Ej kvalificerade - 2011 i Brasilien: 15:e - 2013 i Serbien: 13:e - 2015 i Danmark: Silver - 2017 i Tyskland: Brons - 2019 i Japan: Guld - 2021 i Spanien: 9:a - 2023 i Danmark, Norge & Sverige: 5:a | - 1994 i Tyskland: Ej kvalificerade - 1996 i Danmark: Ej kvalificerade - 1998 i Nederländerna: 10:a - 2000 i Rumänien: Ej kvalificerade - 2002 i Danmark: 14:e - 2004 i Ungern: Ej kvalificerade - 2006 i Sverige: 15:e - 2008 i Makedonien: Ej kvalificerade - 2010 i Danmark och Norge: 8:a - 2012 i Serbien: Ej kvalificerade - 2014 i Kroatien och Ungern: 7:a - 2016 i Sverige: Silver - 2018 i Frankrike: Brons - 2020 i Danmark: 6:a - 2022 i Montenegro, Nordmakedonien & Slovenien: 6:a | - 1976 i Montreal: Ej kvalificerade - 1980 i Moskva: Ej kvalificerade - 1984 i Los Angeles: Ej kvalificerade - 1988 i Seoul: Ej kvalificerade - 1992 i Barcelona: Ej kvalificerade - 1996 i Atlanta: Ej kvalificerade - 2000 i Sydney: Ej kvalificerade - 2004 i Aten: Ej kvalificerade - 2008 i Peking: Ej kvalificerade - 2012 i London: Ej kvalificerade - 2016 i Rio de Janeiro: 4:a - 2020 i Tokyo: 5:a |